# Wilhelm Heinemann
Wilhelm Heinrich Heinemann, född 1805, död 1860, var en tysk porslinsmålare och fotograf (daguerrotypist).
Heinemann var född i Sachsen-Weimar 1805, bosatte sig i Stockholm 1833 och utförde där en mängd särdeles utmärkta prydnadsmålningar på så kallade paradkoppar, dels porträtt, dels landskap och utsikter, i vilka han ypperligt kopierade Carl Johan Fahlcrantz med flera. Hans arbeten var mycket eftersökta. Heinemann lämnade Stockholm 1844 för att under detta år resa runt till bland annat Gävle, Falun, Karlstad och Mariestad och erbjuda porträttfotografering med den nyuppfunna Daguerrotypitekniken. Han försvinner sedan ur källorna; troligen dog han 1860. Heinemann är representerad vid Skoklosters slott och Nationalmuseum i Stockholm.